# Roca Catedral
Roca Catedral is een eiland gelegen in de Grote Oceaan, het maakt deel uit van de Desventuradaseilanden die tot Chili behoren. Het eiland behoort administratief tot de gemeente Valparaíso

## Geografie
Roca Catedral is een kleine groep rotseilanden op ongeveer 850 kilometer uit de kust van Chili, ten westen van de havenstad Huasco en ongeveer 780 kilometer ten noorden van de Juan Fernández-archipel.
De rotsen zijn van vulkanische oorsprong en hebben een oppervlakte van ongeveer 0,01 km² (1 ha) en liggen ongeveer twee kilometer ten noordwesten van het hoofdeiland San Félix. Tussen de eilanden loopt een onderwaterbank. Deze zandbank is geschikt als ankerplaats op ongeveer 700 meter van de hoofdklif.
De hoogste punt ligt circa 53 meter boven zeeniveau.

## Flora en fauna
Het eiland heeft geen zoet water, maar is een belangrijk leefgebied voor zeevogels en de zee is rijk aan vis.
Het eiland ligt in de mariene ecoregio Juan Fernández en Desventuradas.

## Geschiedenis
De Desventuradaeilanden zijn waarschijnlijk altijd onbewoond geweest en werden op 8 november 1574 ontdekt door de Spaanse zeevaarder Juan Fernández.
Mogelijk werd het gebied echter al in 1521 ontdekt door de Portugees Ferdinand Magellaan.
De eilanden liggen in de neotropische regio en zijn nu een natuurreservaat "Parque Nacional Archipiélago des Islas Desventurados".